# 黄金の定食
『黄金の定食』（おうごんのていしょく）は、2022年1月17日（16日深夜）から4月4日（3日深夜）までテレビ東京で放送されたバラエティ番組である。

## 概要
大橋和也（なにわ男子）と長谷川忍（シソンヌ）が、町にある定食屋さんや知る人ぞ知る名店のメニューの中から自分なりの定食を悩みながら選び「黄金の定食」が完成するまでを描くバラエティ番組である。
1クール（12話）限定番組となっており、番組のオープニングでも12話限定と紹介されている。

## 出演者
- 大橋和也（なにわ男子）
- 長谷川忍（シソンヌ）

## 内容
「メニュー…で悩む」
お店の雰囲気や壁に書かれているメニューを見て2人が今食べたいものを選ぶ。

「オススメ…で悩む」
ディレクターが2人の選択を間違わないように事前に取材をし、全メニューを制覇した状態で2人にオススメしたいメニューベスト3（もしくはベスト5）を紹介する。

「常連…で悩む」
そのお店の常連さんに来てもらいその人がオススメするメニューを紹介する。

「黄金の定食 注文」
ディレクターと常連さんのオススメを聞いた上で2人がお店のメニューの中から定食と小鉢、それぞれ1品ずつ注文して「黄金の定食」が完成する。
2人が黄金の定食の候補にはあげたけど選ばれなかったメニューは「本日の諦め定食」として調理してもらい、常連さん（常連さんがいなかった場合はディレクター）が頂く流れになっている。

「本日の反省会」
黄金の定食を食べ終えたあと、近くの喫茶店で反省会を行う。

## 放送リスト
| #  | 放送日            | タイトル                         | 大橋和也が選んだ黄金の定食                  | 長谷川忍が選んだ黄金の定食                  |
| -- | ----------------- | -------------------------------- | ------------------------------------------- | ------------------------------------------- |
| 1  | 2022年 1月17日    | 千駄木 動坂食堂…で悩む           | - 特大アジフライ定食 - まぐろ山かけ         | - サバ塩焼き定食 - 肉じゃが                 |
| 2  | 1月24日           | 新橋 伊萬里…で悩む               | - エビ、牡蠣、鯖塩ランチ                    | - 牡蠣、鶏ランチ                            |
| 3  | 1月31日           | 中野 野方食堂…で悩む             | - 寒ぶりの照り焼き - とりから               | - オムライス - 赤ウィンナ炒め               |
| 4  | 2月7日            | 池袋 キッチンABC…で悩む          | - オリエンタルライス - 黒カレーソース       | - オムカレー - チキン南蛮タルタル           |
| 5  | 2月14日           | 築地 多け乃…で悩む               | - マグロのぶつ切り定食 - 小柱かき揚げ       | - 煮魚カレイ定食 - とんかつ玉子かけ         |
| 6  | 2月21日           | 駒場 菱田屋…で悩む               | - 豚肉生姜焼き - 焼き餃子                   | - かじきまぐろ粕味噌漬け焼き - 肉焼売       |
| 7  | 2月28日           | 新橋 四季ボウ坊…で悩む           | - 四川風冷やし中華 - 水餃子                 | - キクラゲと玉子の豚肉炒め - 焼き餃子       |
| 8  | 3月7日            | 麻布十番 喫茶レストラン縄…で悩む | - 沖縄焼きそば - ラフティ                   | - ピラフ＆ナポリタン - チキンガーリック焼き |
| 9  | 3月14日           | 世田谷区野沢 えいらく…で悩む     | - チキンファンタジー                        | - チキンファンタジー                        |
| 10 | 3月21日           | 銀座 三州屋…で悩む               | - 天然ブリ刺身定食 - カキフライ             | - 銀ムツ煮付定食 - 刺身盛り合わせ           |
| 11 | 3月28日           | 築地 鳥めし鳥藤分店…で悩む       | - 親子丼しお                                | - 親子丼                                    |
| 12 | 4月4日 （最終話） | 中野 食堂高ひろ…で悩む           | - 本マグロぶつと玉子焼き - あんこうの唐揚げ | - アカバラ刺身 - 鳥の唐揚げ                 |

## スタッフ
- ナレーター - 武内駿輔[14][15]
- 構成 - 川上テッペイ、矢野了平
- CAM - 遠山眞史
- 音声 - 堀田博之、芦田沙織
- EED - 北澤孝司
- MA - 樋口奈巳
- 音効 - 久坂惠昭
- 美術 - 仙田拓也
- タイトル - movs.
- イラスト - イナコ
- 技術協力 - Zeta、MJ、東京オフラインセンター
- 美術協力 - テレビ東京アート、戯音工房
- 監修 - はんつ遠藤
- デスク - 渡邊京子
- AD - 井戸田絵里加、黒木大夢
- AP - 宮中彩花
- ディレクター - 野呂智之、砂川隼樹
- 演出 - 大岩タカユキ
- プロデューサー - 佐久間宣行、溝田和史、碓氷容子
- チーフプロデューサー - 井関勇人
- 制作協力 - エル・ディ・エル
- 制作・著作 - テレビ東京